# Texcoco (altepetl)
Texcoco (klassisk nāhuatl: Tetzcuco), är en forntida stad och bevarad arkeologisk plats i dagens Texcoco de Mora i Mexiko.
Texcoco var en altepetl, en typ av stadsstat för acolhuafolket på den mexikanska platån i Mesoamerika under förcolumbiansk tid och även huvudstad i acolhuaprovinsen Acolhuacan. Texcoco låg på den östra strandkanten av Texcocosjön, nordöst om den aztekiska huvudstaden Tenochtitlan. Staden var en av de viktigaste städerna i det aztekiska imperiet och vid tidpunkten för det spanska erövrandet av landet var Texcoco den näst största staden i centrala Mexiko, med uppskattningsvis över 24 000 invånare och 450 hektar mark.

## Etymologi
Tetzcuco kommer ifrån det aztekiska namnet för crataegus mexicana, en art i hagtornssläktet.

## Historia

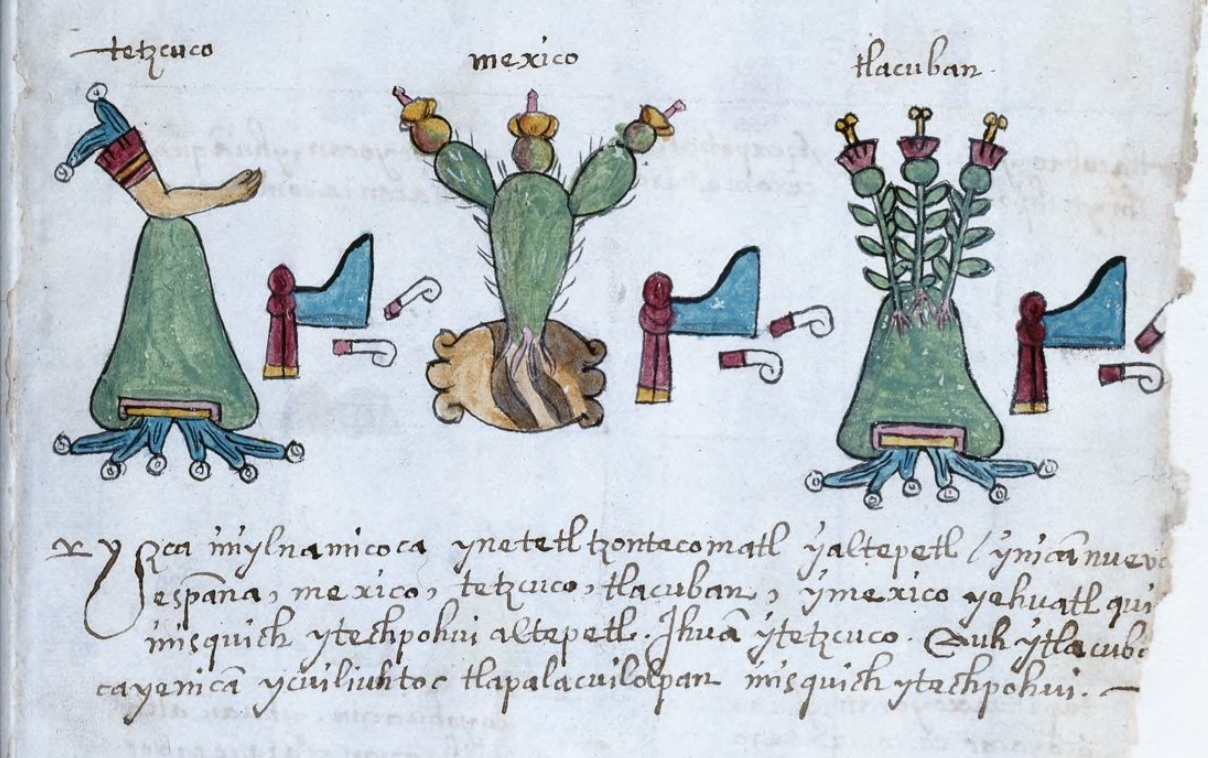
Sid. 34 ur Osunakodexen, trippelalliansen.

Platsen Texcoco har varit bebodd sedan sent 600–tal, medan Texcoco som stad enligt de flesta uppfattningar grundades på 1200-talet av Chichimecafolket, en grupp Mexicaindianer. Dessa fördrevs senare av Acolhuafolket (med hjälp av Tepanecfolket) och enligt några källor anses Acolhuafolket i själva verket vara stadens grundare.. De första härskarna i Texcoco innan Acolhuafolket tog över skall ha varit Xólotl, Nopaltzin, Tlotzin och Quinantzin. Bland regenterna hos Acolhuacan kan nämnas Techotlalatzin, Ixtlixochitl (den äldre), Nezahualpilli och Cacamatzin. Den mest kända härskaren Nezahualcóyotl regerade i fyrtio år och var med om att forma aztekernas trippelallians (Ēxcān Tlahtōlōyān), som bestod av stadsrikena (alteptl) Texcoco, Tlacopán och Tenochtitlán. Det skedde ungefär år 1428 och blev grunden till Aztekerriket. Texcoco växte till den näst största och betydande staden i riket och blev centrum för kultur och utbildning. Där fanns ett stort bibliotek med bland annat många nedtecknade verk från tidigare civilisationer i området. Vid slutet av 1400-talet kom Tenochtitlán att dominera Aztekerriket och utvidga förbundet till stora delar av centrala och södra Mexico.
De spanska conquistadorerna under ledning av Hernán Cortés anlände till Texcoco 1519, medan Cacamatzin var regent. Staden kan sägas ha erövrats 1520. Här byggdes år 1521 de brigantiner som användes vid erövringen av Tenochtitlán. Vid Juárez Street finns den obelisk som restes efter erövringen. Efter nedkämpandet av aztekimperiet anlände flera franciskanermunkar för att kristna indianerna, Juan de Tecto, Juan de Ayora och Pedro de Gante. Gante grundade den första grundskolan i Mesoamerika, där latin, spanska och slöjdarter stod på schemat. Gante översatte också katekesen till nahuatl. Strax norr om Texcoco-katedralen finns en kyrka som är uppkallad efter honom.

## Arkeologisk plats

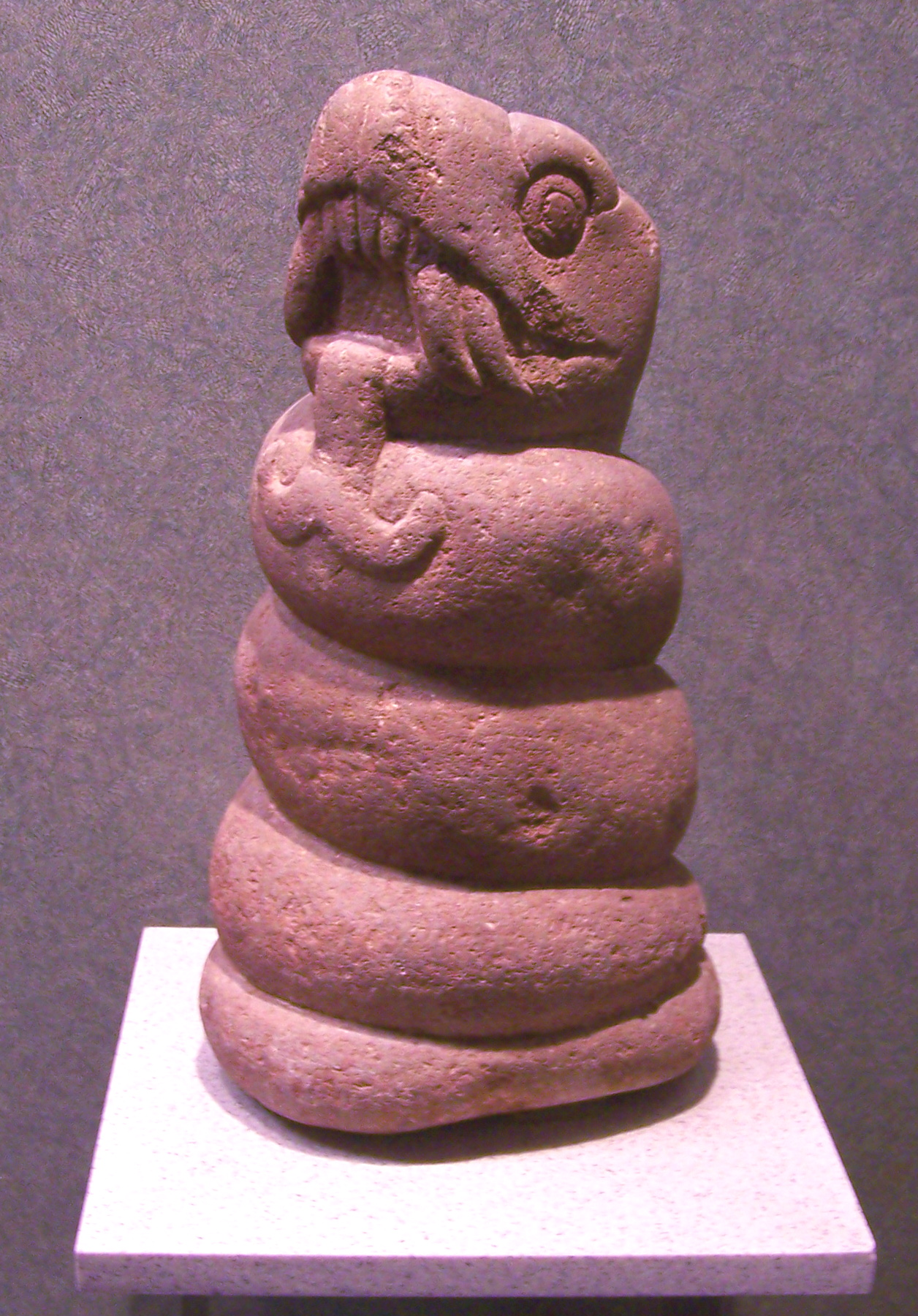
Skulptur av skallerorm hittad i arkeologisk utgrävning i Texcoco.

### Tetzcotzingo

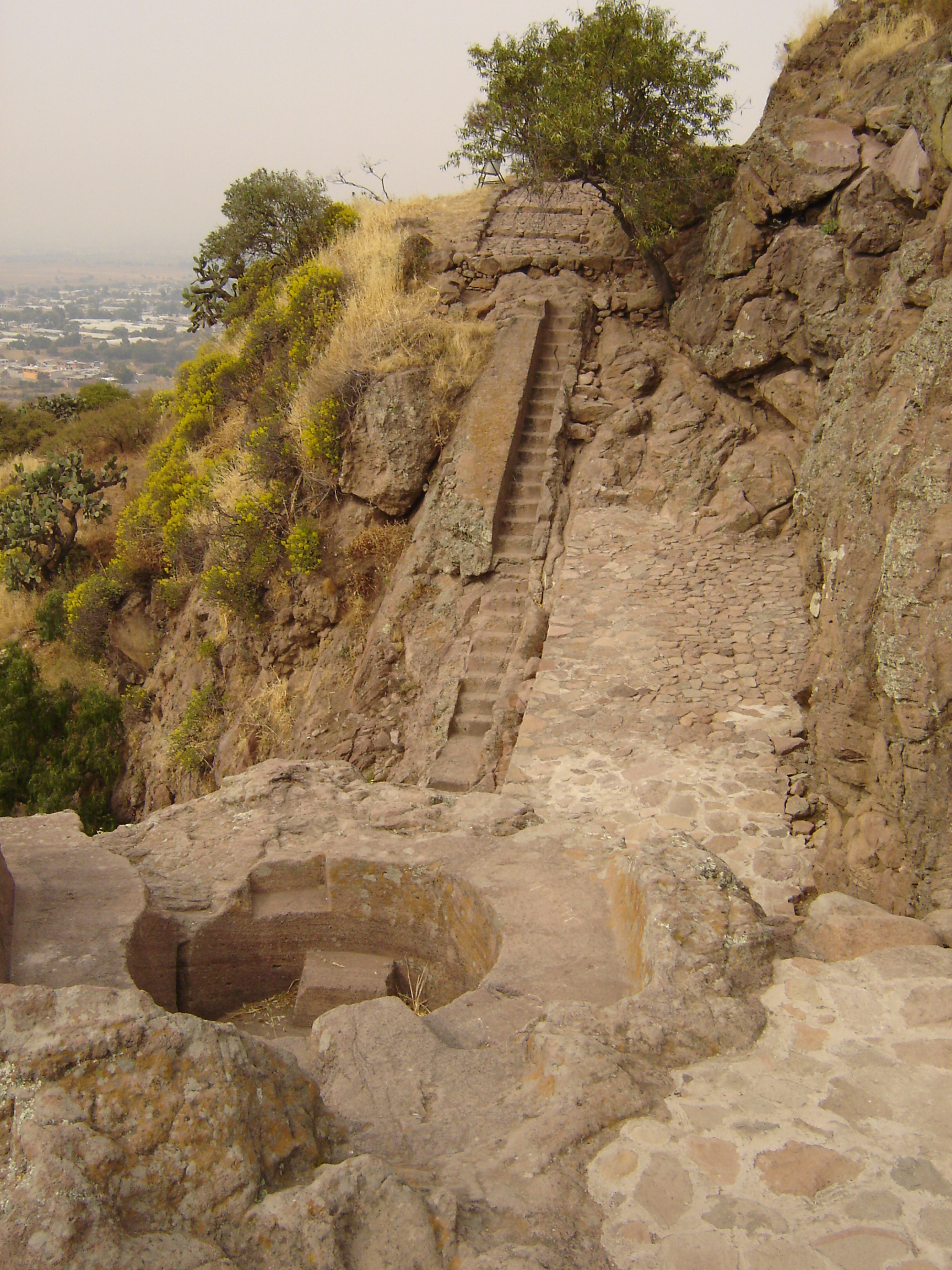
Baño del Rey

En arkeologisk plats i Texcoco kallas för Tetzcotzingo, alternativt Texcotzingo och påstås vara den första botaniska trädgården på den amerikanska kontinenten tillsammans med Moctezumas trädgård i Huastepec (numera Oaxtepec). Platsen är byggd på en kulle och designades av den dåvarande aztekiske härskaren Nezahualcoyotl under 1400-talet och byggdes av karvad sten, och på många heliga platser, marmor. Området hade palats, trappor, vägar, kanaler, bad, vattenfall, mängder av trädgårdar och hela 300 olika separata kammare.
Området användes av aztekerna för att samla olika växter och djurarter, och användes som en fristad och semesterplats av samhällets ledare. Texcotzingo dedikerades till regnguden Tlaloc och många skulpturer föreställande aztekiska gudar, glyfer och tal (till exempel talet 52) i aztekisk mytologi har hittats vid utgrävningarna. Platsen var även anpassad för att till minsta detalj kunna följa olika astronomiska händelser med betoning på Venus.
Tetzcotzingo användes även som odlingsplats tack vare aztekernas innovativa lösningar för att med hjälp av akvedukter, kanaler och andra vattenvägar göra det tidigare torra landskapet till en utmärkt odlingsplats med bördig jord. Bland annat odlade de majs, bönor och squash, tre mycket viktiga matvaror tillika handlingsvaror i det aztekiska riket. Dessa vattenkanaler f Vattenvägarna användes också för att skapa och koppla olika heliga bad med olika mytologiska skulpturer och monoliter, och på det viset frälsa sig. Vattnet hämtades från vattenkällor ost om Texcoco.
Baño de la Reina (Drottningens bad) är ett sådant bad som bevarats. Strukturens kant har pyntats med tre grodor som representerade rikets tre stadsstater Tenochitlan, Texcoco and Tlacopan. Ett annat känt bevarat bad är Baño del Rey (Kungens bad). Dessa bad byggdes av solid sten, som karvades ut ur närliggande berg.
I augusti 2020 skadades Caño Quebrado, en av de historiska akvedukterna i Tetzcotzingo allvarligt av arbetande bönder i området. Hur exakt det gick till är okänt, men att skadan orsakats av maskiner är bekräftat. Skadorna beskrivs som oåterkalleliga.
I slutet av 1800-talet hittades en enorm monolit, föreställande regnguden Tlaloc inom aztekisk mytologi. Statyn hittades strax söder om Tetzcotzingo mellan de små byarna Coatlinchán och Tequexquinahuac i Texcoco kommun. Monoliten väger hela 168 ton och stod kvar i Coatlinchán i nästan ett sekel efter att den upptäcktes då metoder för att transportera den saknades. 1963 flyttades den slutligen till Mexico City och statyn finns idag att skåda på Nationella Antropologiska Museet i Mexiko City.

#### Galleri

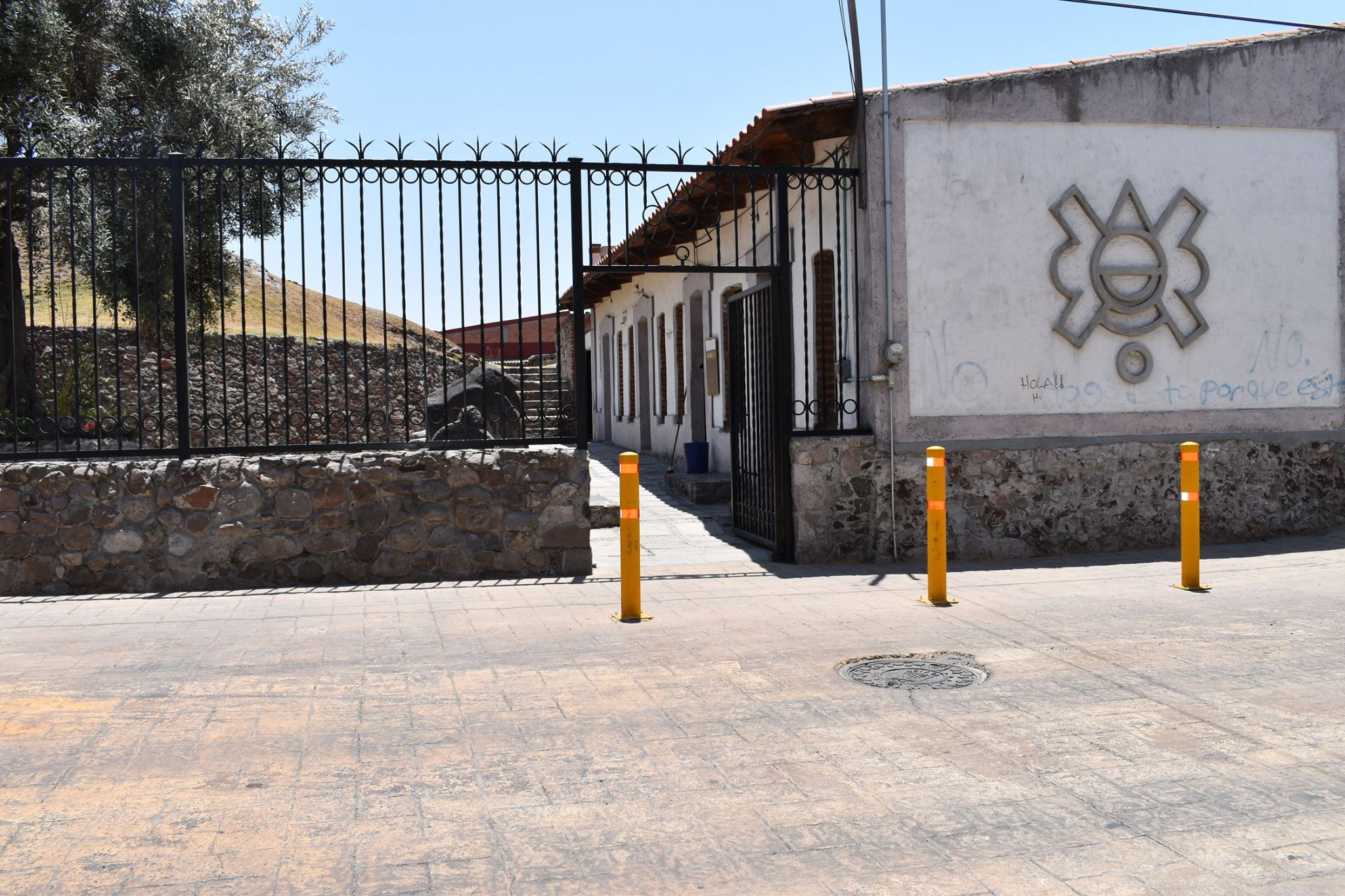
Entré.
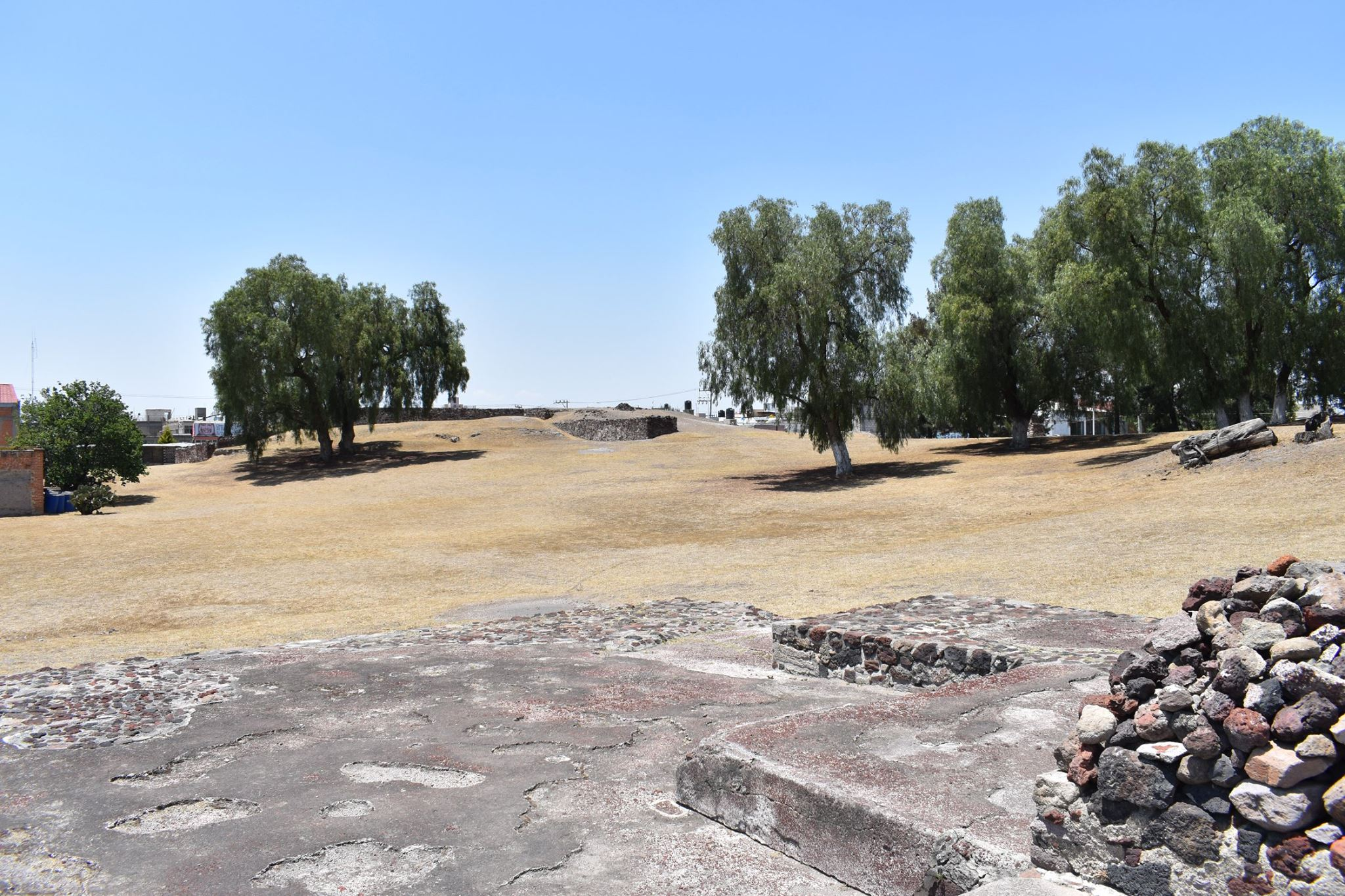
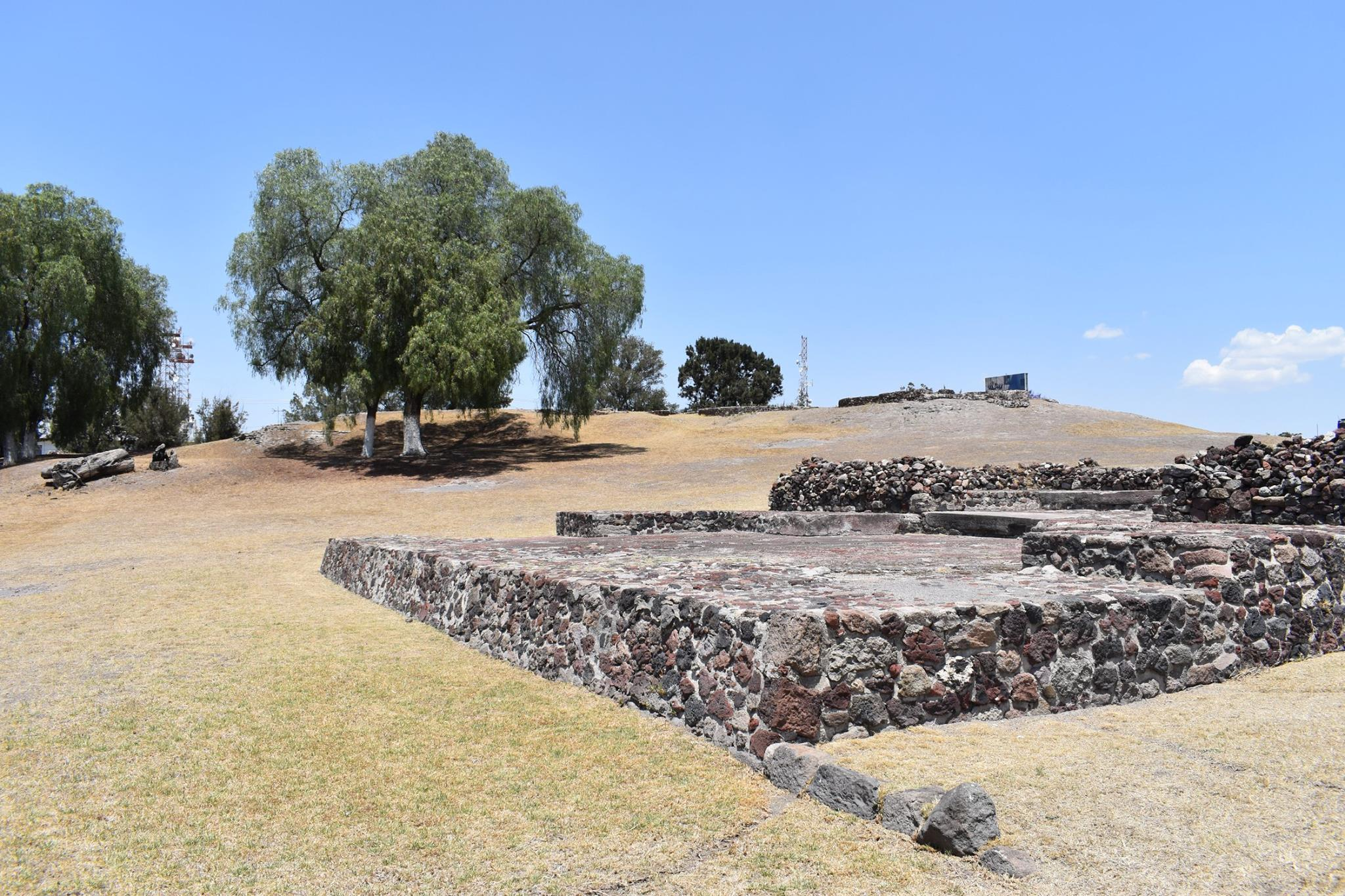
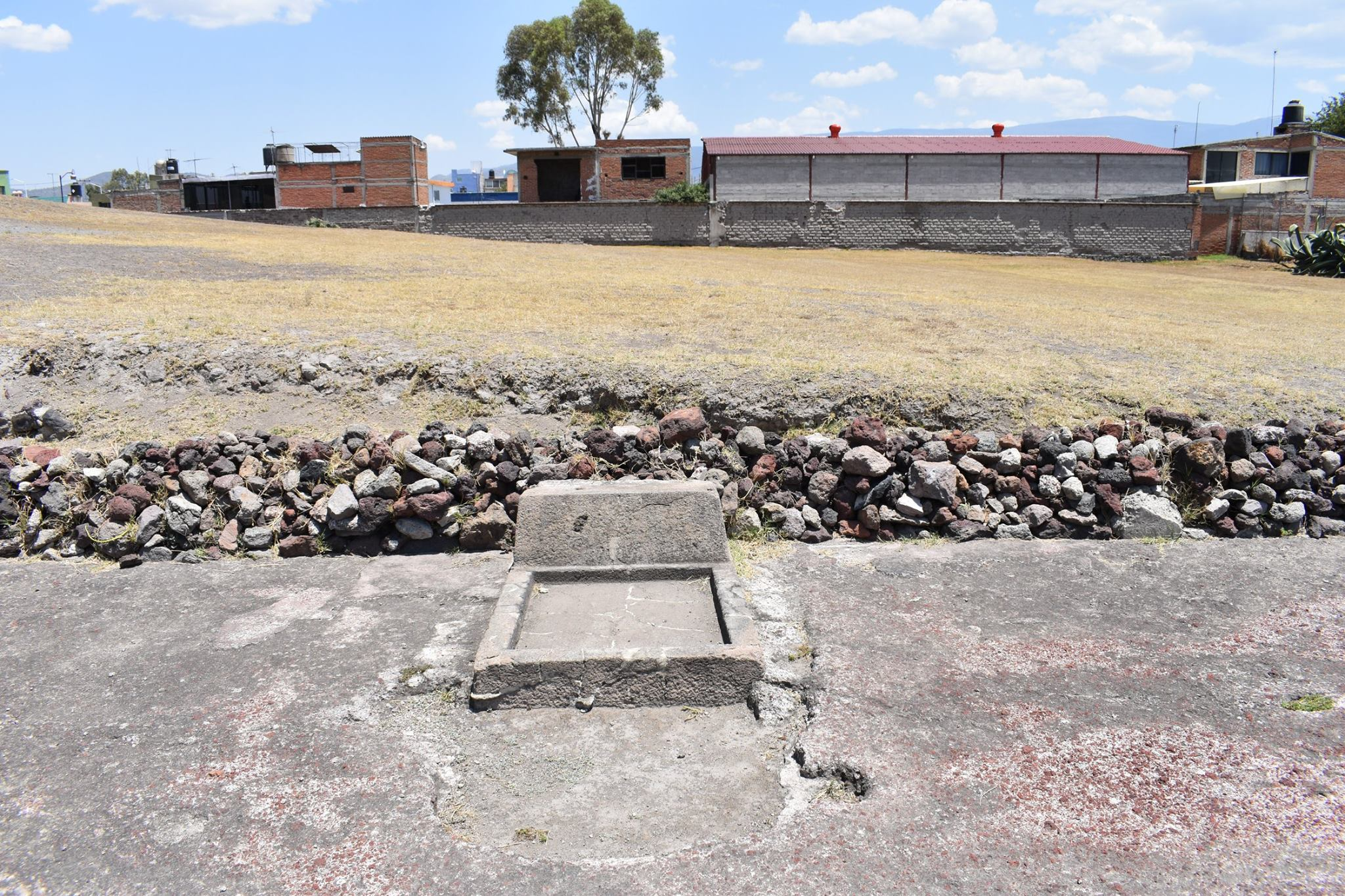
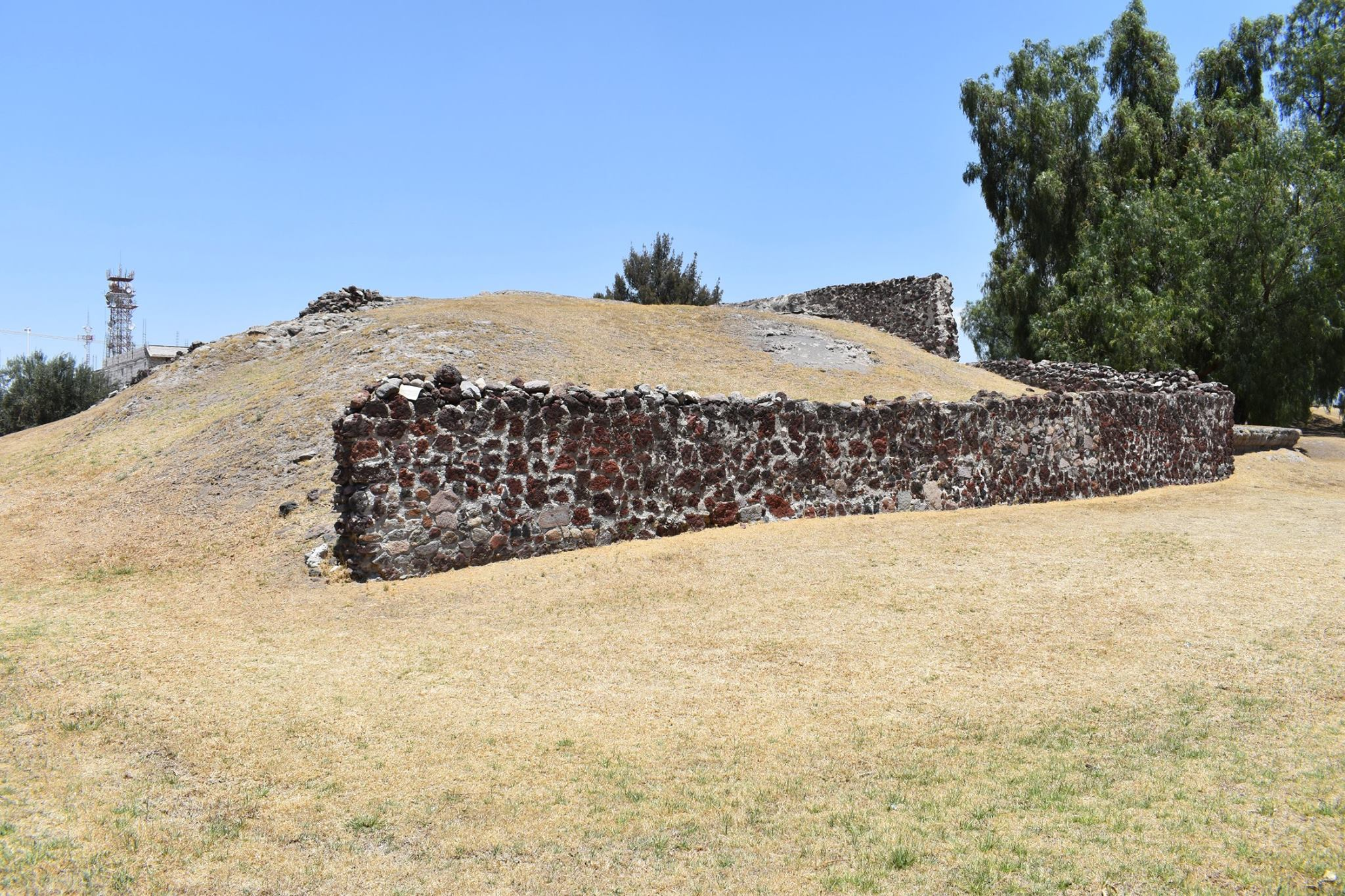

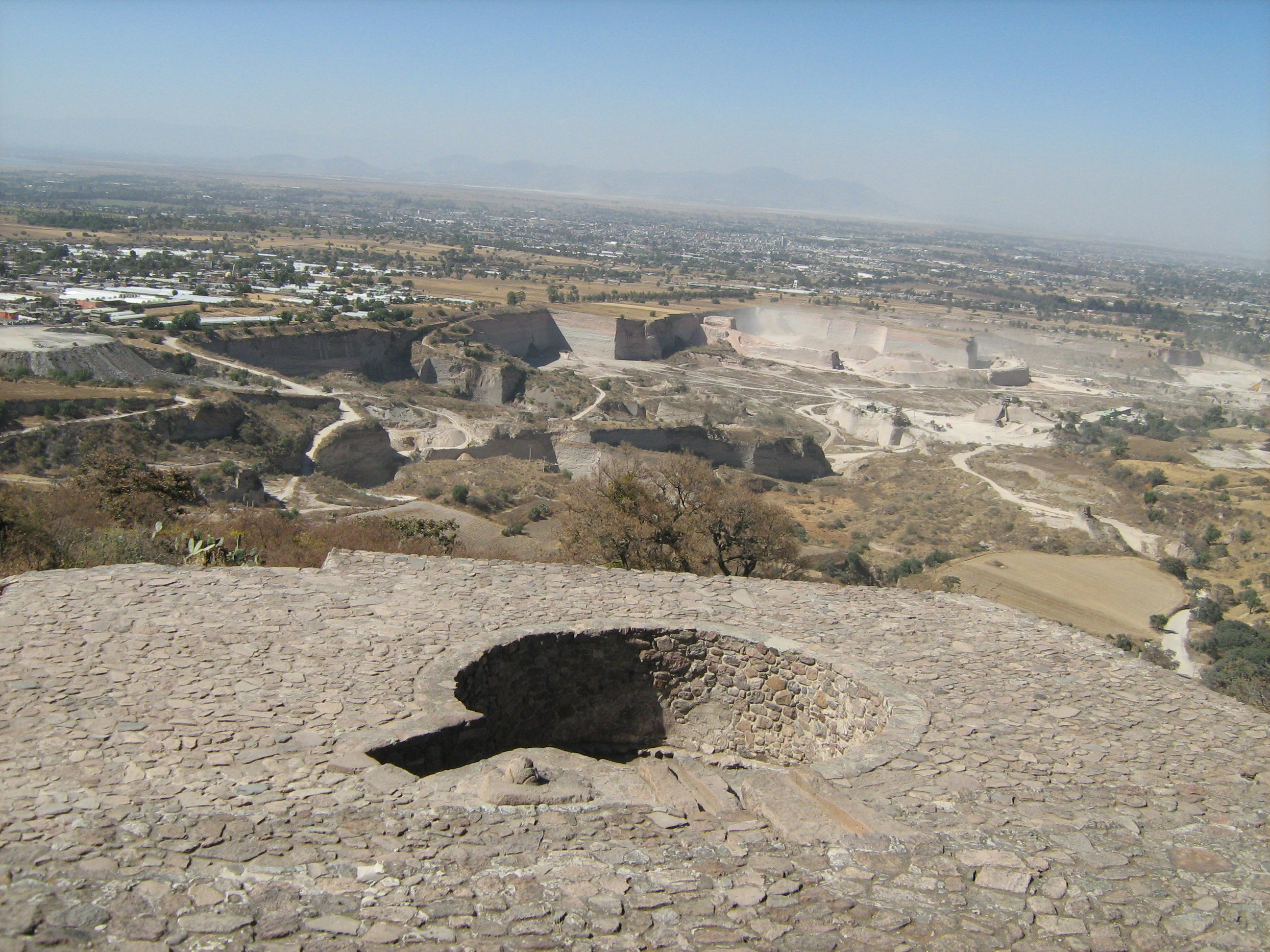
Panorama.
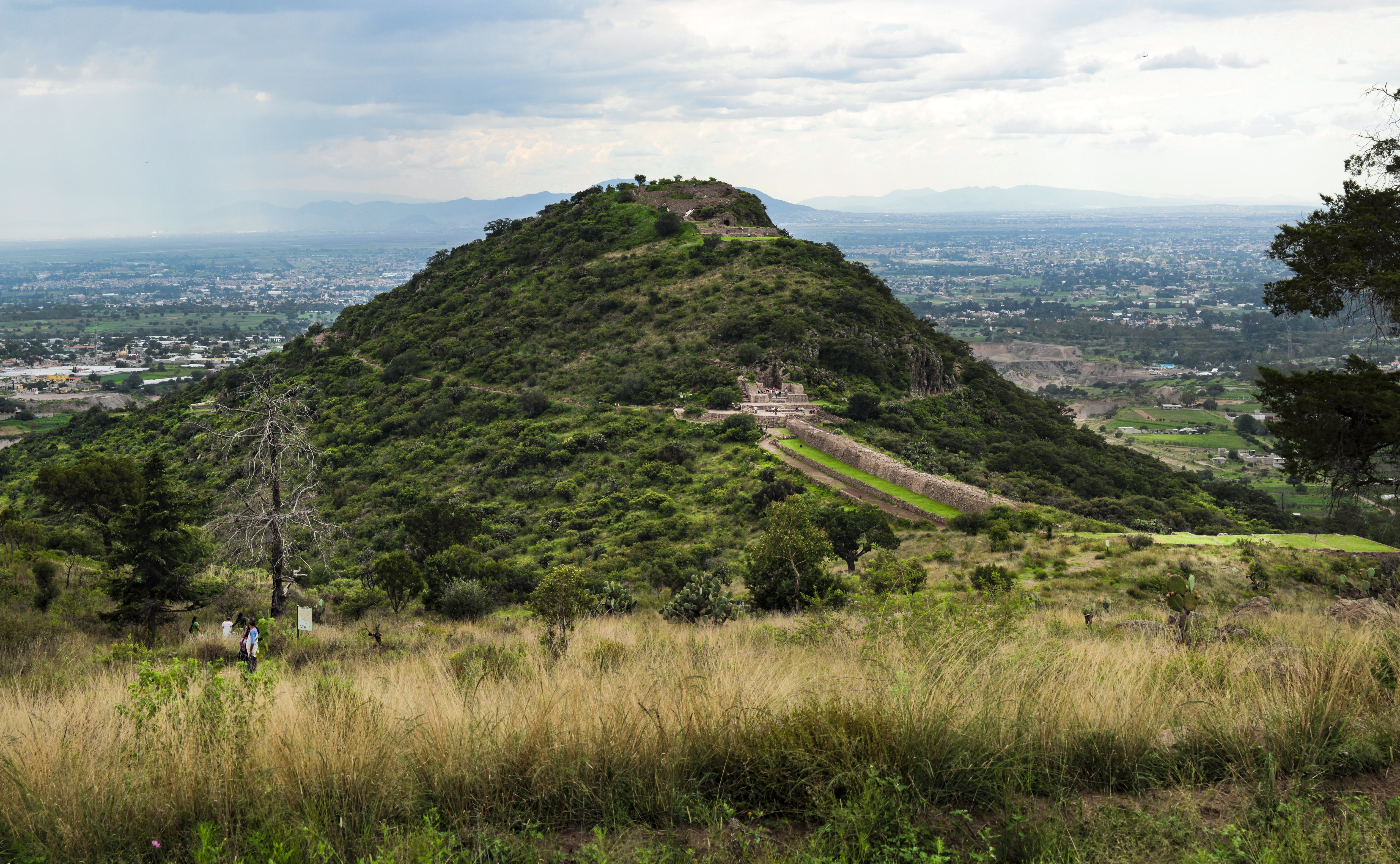
Kullen Cerro de Tezcutzingo, med den skadade akvedukten Caño Quebrado i förgrunden.
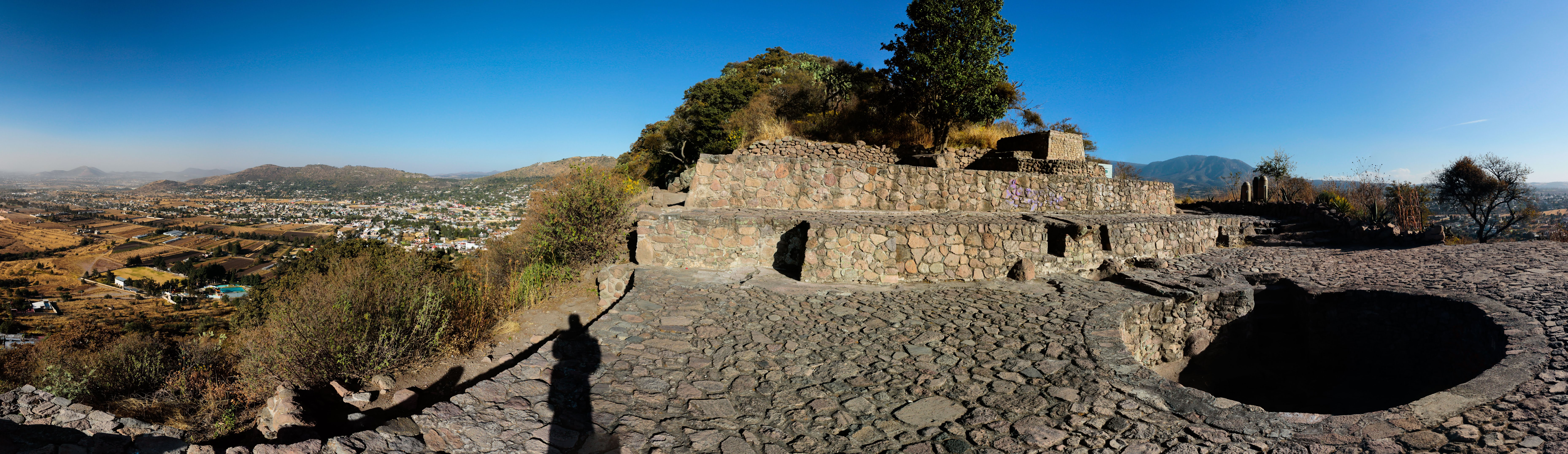
Baño de la Reina, drottningens bad.
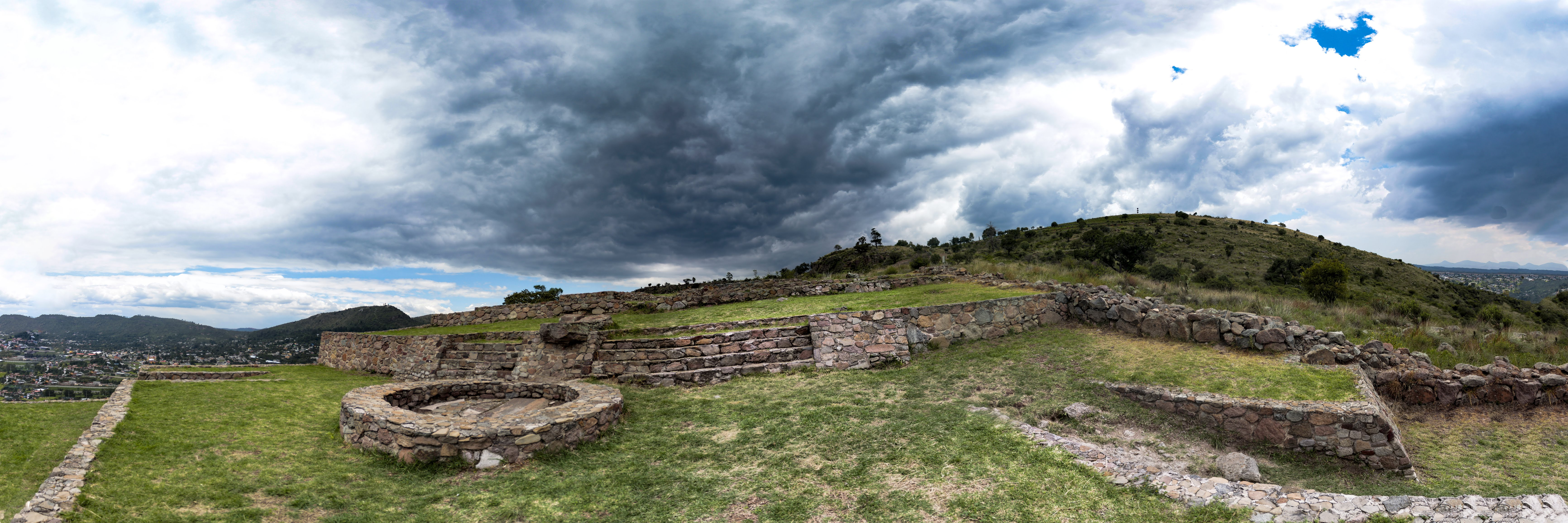
Ett trappsystem för att kontrollera flödet till akvedukten.
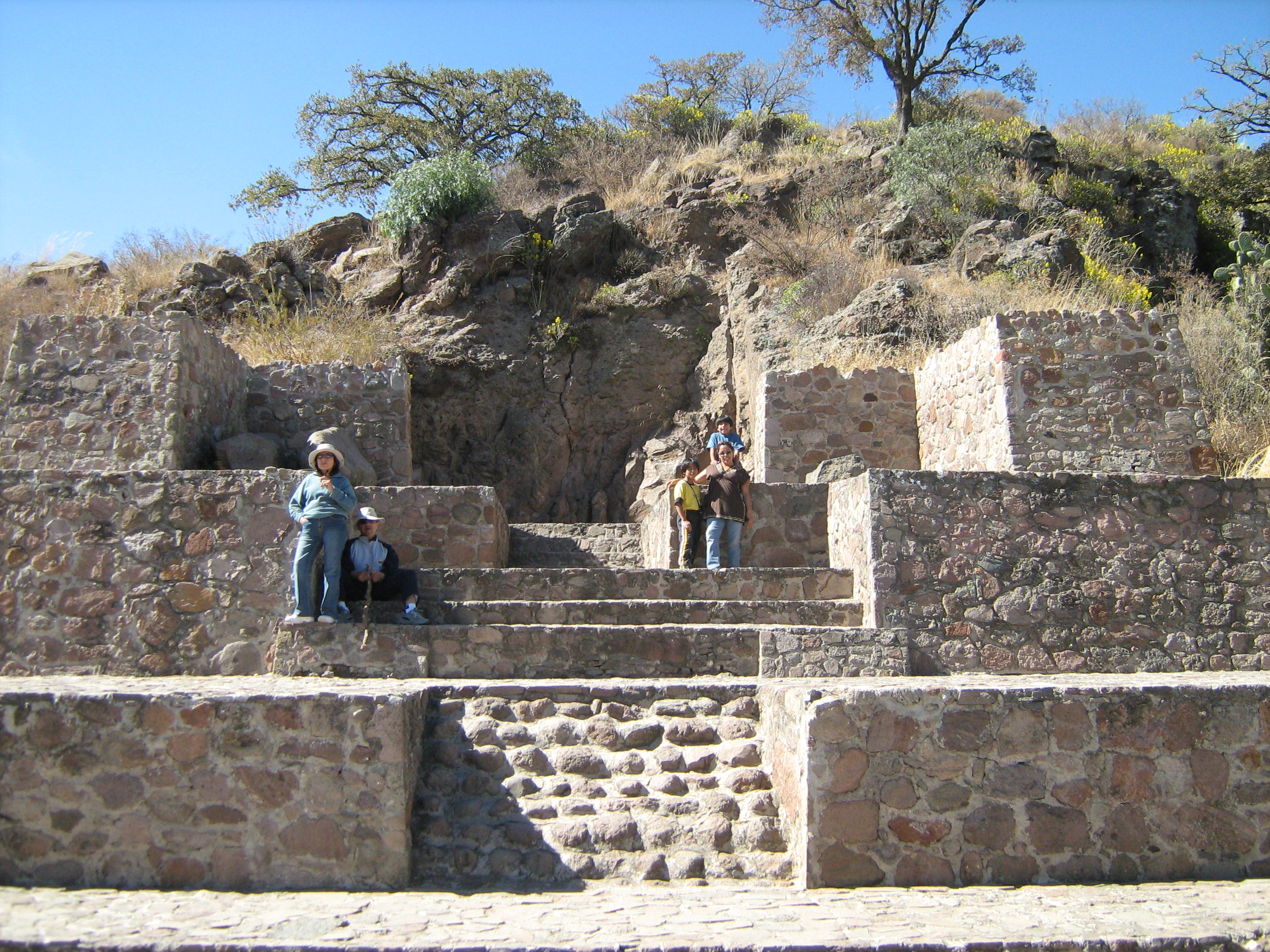
Nezahualcóyotls tron.

### Los Melones
Den arkeologiska zonen Los Melones, (nãhuatl: Ahuehuetitlán) är beläget i de centrala delarna av det moderna Texcoco el Mora, i korsningen av Avenida Benito Juárez och Calle Abasolo i stadsdelen Carmen. På området som idag är ett museum finns delar av vad som kan vara ett kungligt aztekiskt palats bevarat, som har bebotts av härskare som Nezahualcóyotl, Coyotlatelco, Tollan och Azteca III troligen ända sedan sent 600–tal fram tills 1521 då det aztekiska imperiet föll. Namnet kommer av att det på den tiden växte vilt och rikligt med melon och cucurbita ficifolia (en sorts gurkväxt) vid platsen.
Området består främst av två byggnader vars arkitektur är mycket väl bevarad. Byggnaderna är består av stora stenblock som hålls samman med hjälp av kalk, sand och tezontle, en form av vulkanisk sten. Inuti byggnaderna finns två mumifierade kroppar, golv, keramiska väggar och trappor. På området även finns många andra mindre arkeologiska fynd så som mindre murar, krukor samt en 160 meter lång väggliknande struktur, vars syfte ännu inte fastställts. Troligtvis är den en del av en pyramidal bas eller en plattform till en byggnad som antingen aldrig uppfördes eller som rivits av spanjorerna.
Museet är öppet tisdagar till söndagar och entrén kostar 45 pesos (ungefär 20 kronor).

#### Galleri
- Entré.

### Huexotla

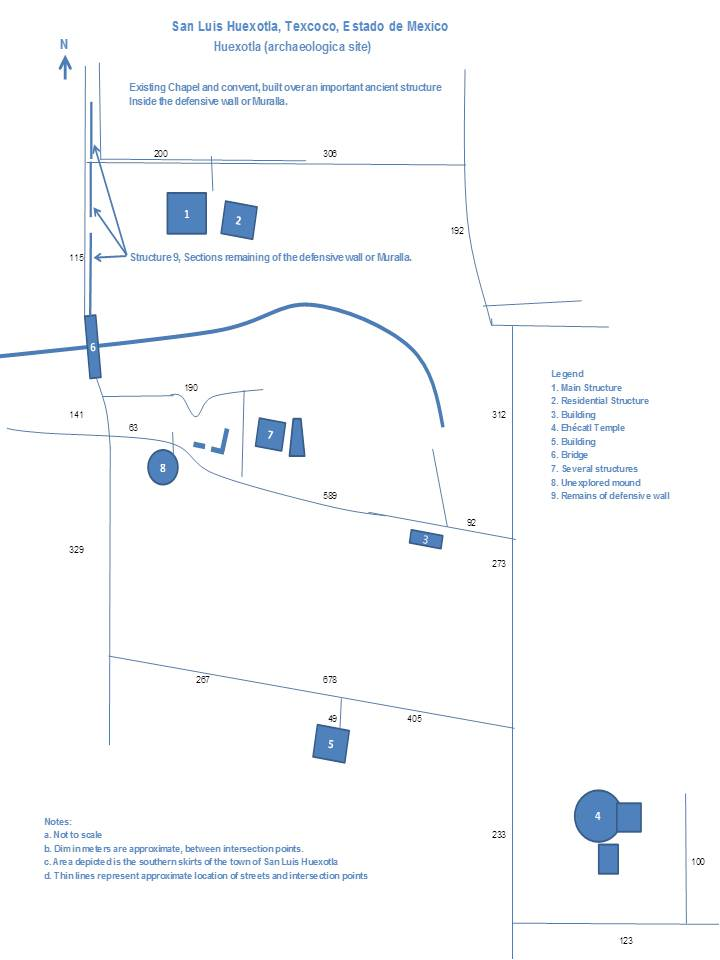
Karta över Huexotla.

Huexotla eller Huejotla är en arkeologisk plats cirka 5 kilometer söder om nutida Texcoco de Mora i byn San Luis Huexotla, nära Chapingo.

#### Galleri

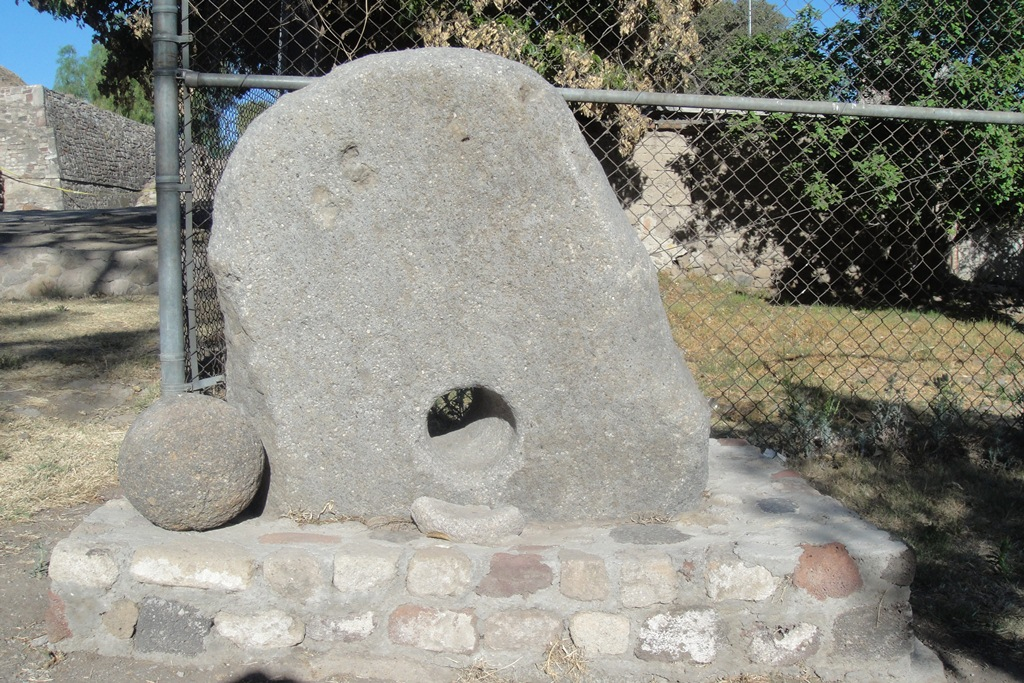
Monolit vid entrén till området.
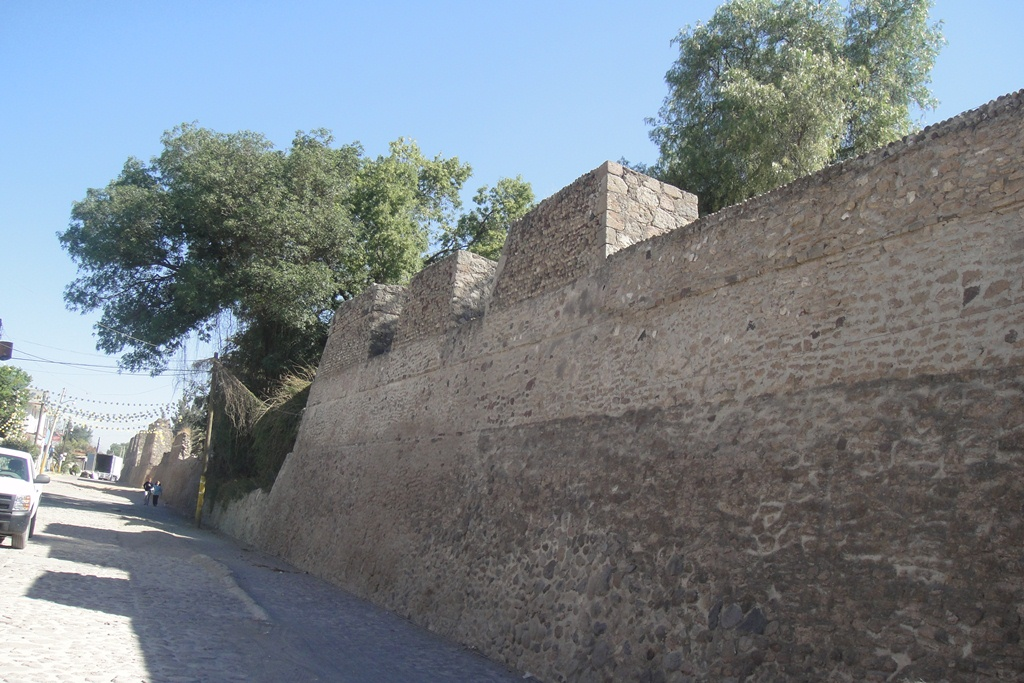
Defensiv mur.
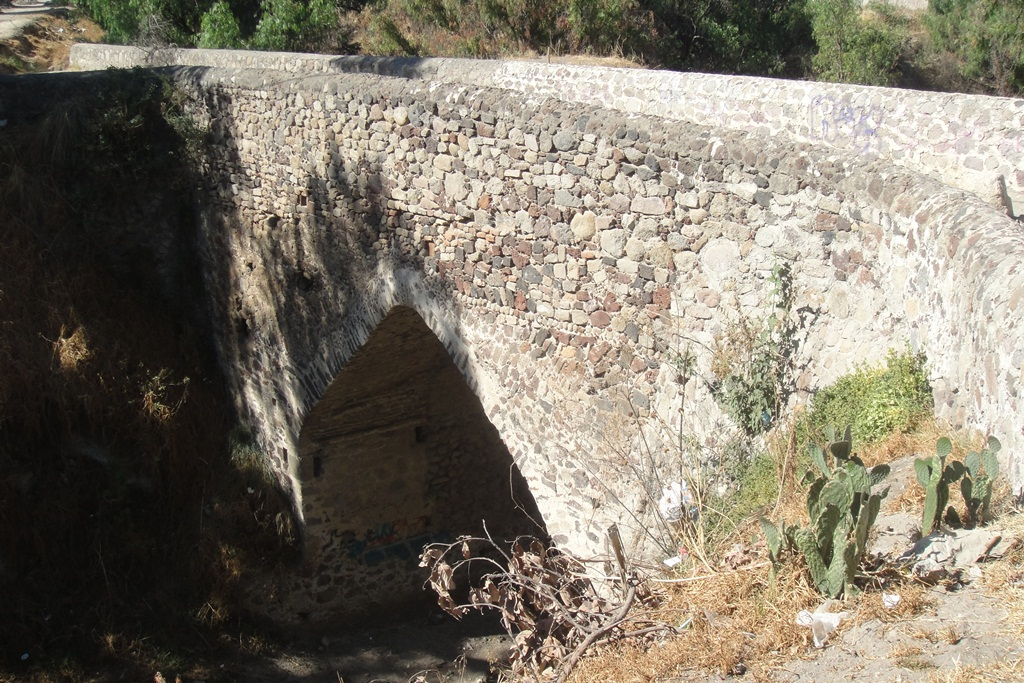
Bro.
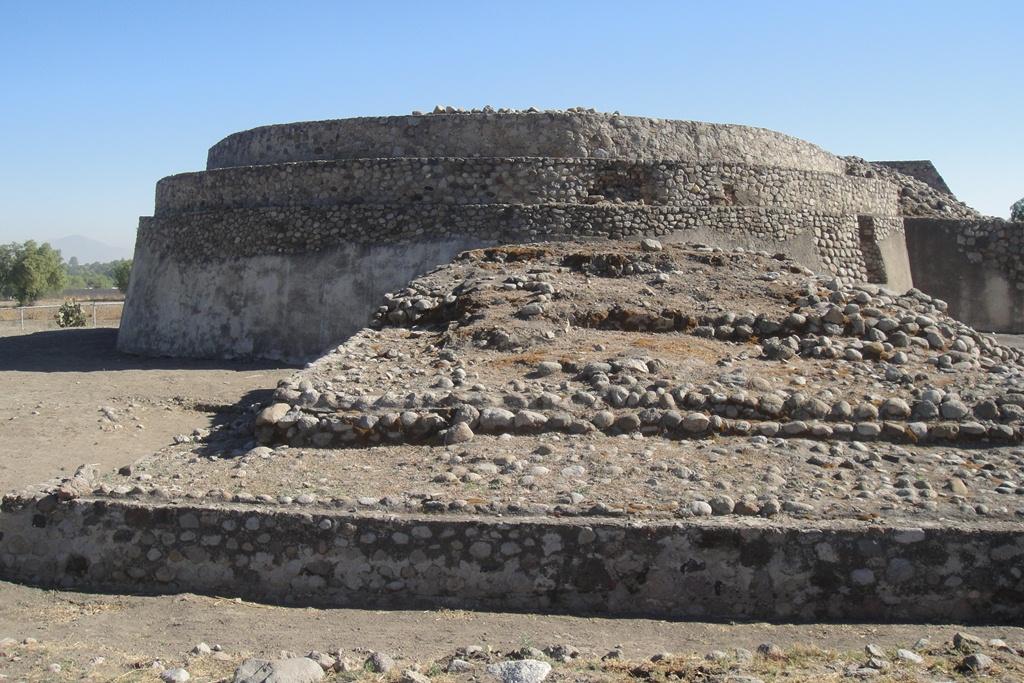
En borgliknande struktur.
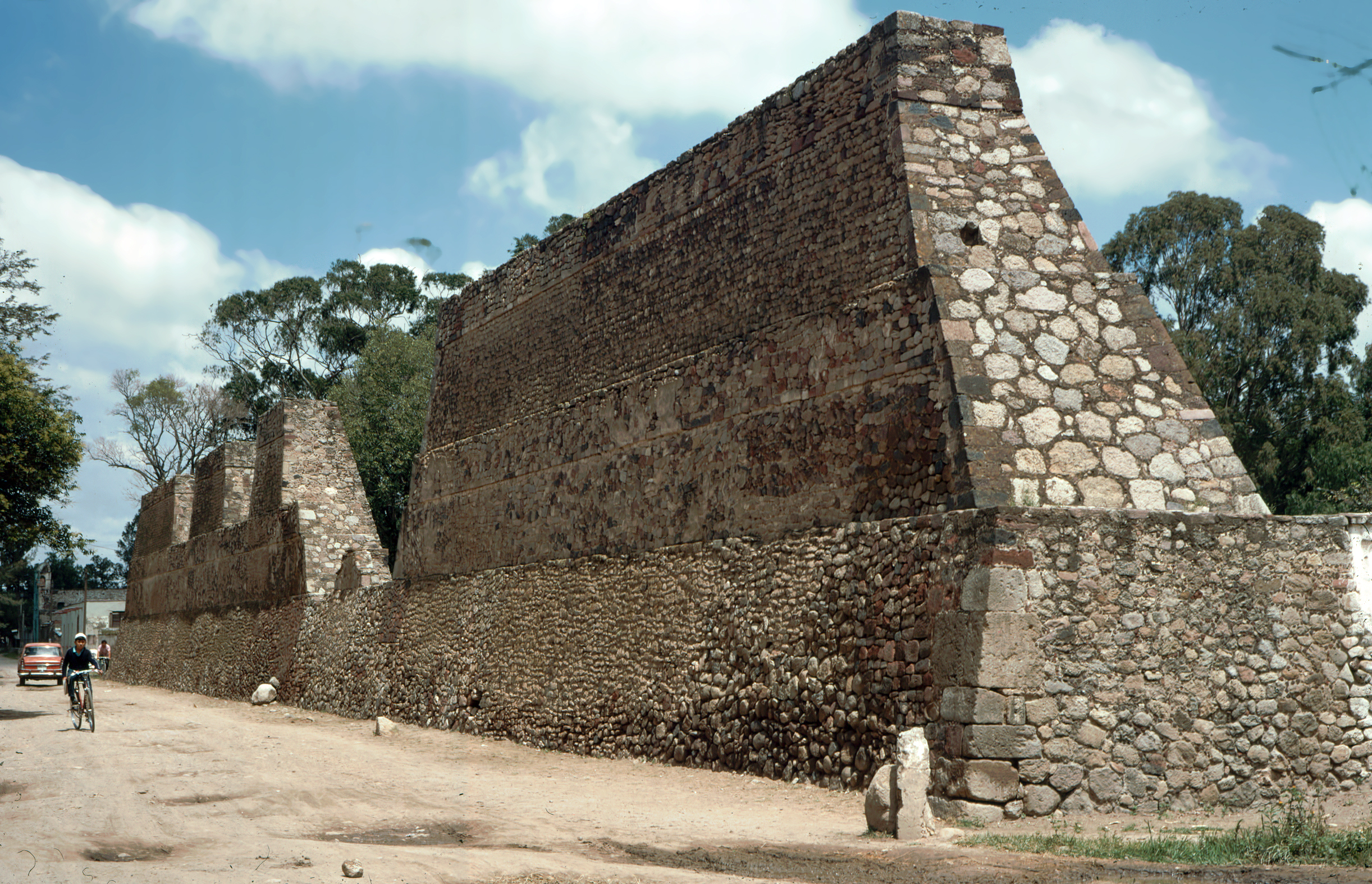
Mur, vy från gatan utanför-